# 香港網球中心

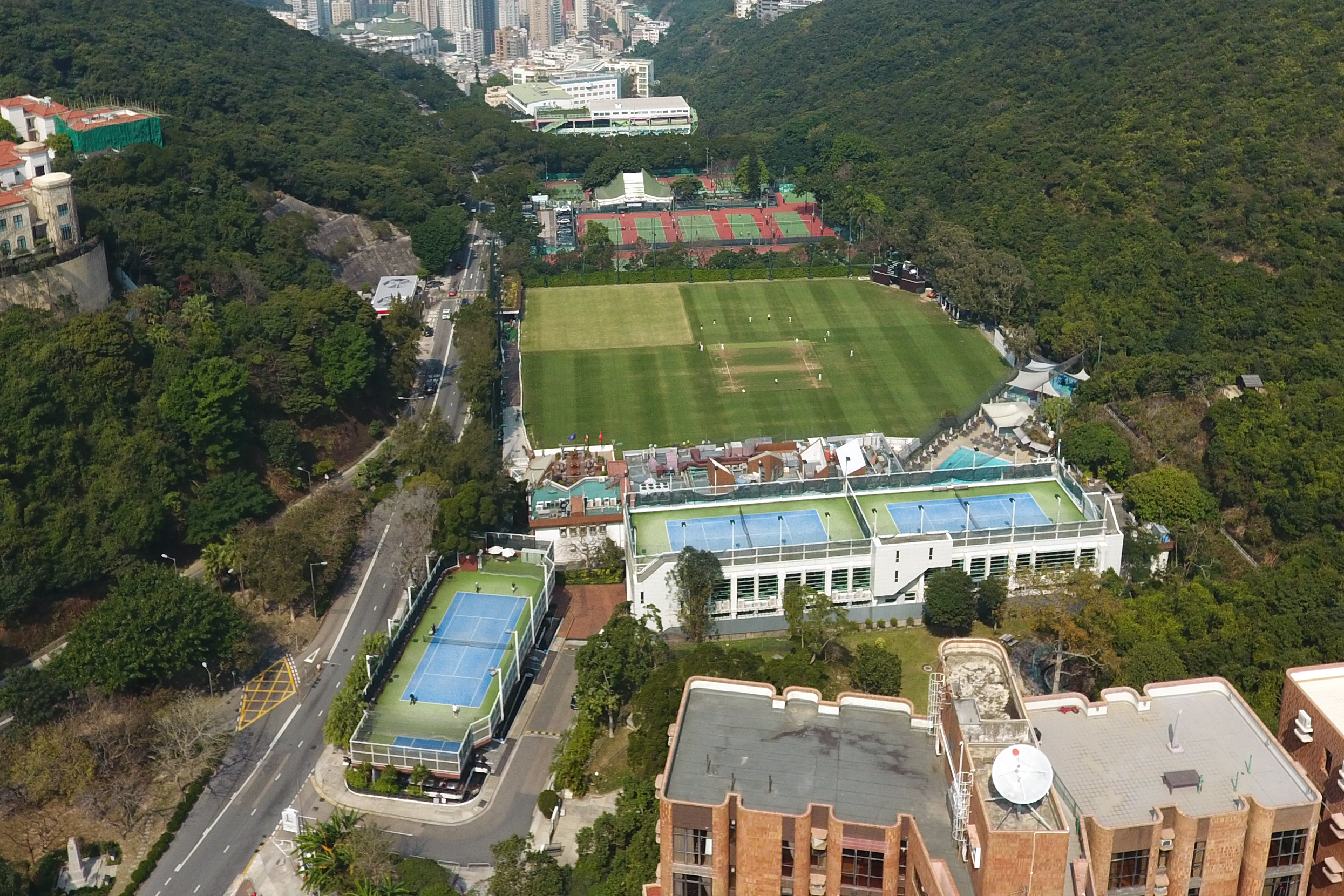
圖中央為香港木球會，上方紅色圍著多個綠色長方形的位置，便是香港網球中心的球場。

香港網球中心（英語：Hong Kong Tennis Centre），是一個位於香港黃泥涌峽的公共網球練習場地，於1980年10月8日由時任市政局主席沙理士揭幕。目前由康樂及文化事務署管理。

## 設施
有17個室外硬地網球場 (8,10及11號為單打場地，其餘為單打及雙打場地)及2個練習場(1,2號)，並有洗手間、更衣室及貯物櫃等設施。

## 位置
網球中心在灣仔區黃泥涌峽道133號，位於法國國際學校及香港木球會之間。

## 外部連結
- 官方網頁 （页面存档备份，存于）